# Thomas Wilking
Thomas Wilking (* 2. Januar 1956 in Dortmund) ist ein ehemaliger deutscher Leichtathlet, der sich auf die 800- und 400-Meter-Distanz spezialisiert hatte. Bei den Halleneuropameisterschaften 1981 in Grenoble belegte er beim 800-Meter-Lauf den 6. Platz.

## Berufsweg
Parallel zu seiner Sportlerlaufbahn studierte Wilking Kommunikationswissenschaft in Münster, promovierte 1988 mit der Dissertation Strukturen lokaler Nachrichten. Eine empirische Untersuchung von Text- und Bildberichterstattung und betätigte sich als Journalist. Von 1988 bis 1999 war er Redakteur bei der Fachzeitschrift buchreport. Nach einer Tätigkeit in einer PR-Agentur war er von 2006 bis Anfang 2024 Chefredakteur von buchreport.

## Sportliche Laufbahn
1979 wurde Wilking Deutscher Vizemeister über 800 Meter. Bei den Deutschen Hallenmeisterschaften holte er sich 1980 und 1983 den Meistertitel sowie 1981 die Vizemeisterschaft.
1982 wurde Wilking in der 4-mal-400-Meter-Staffel Deutscher Meister als auch Deutscher Hallenmeister mit Mark Henrich, Jörg Vaihinger, Hartmut Weber und ihm jeweils an dritter Position.

## Vereinszugehörigkeit
Bis 1983 startete er für den OSC Dortmund, danach für den VfL Kamen.

## Persönliche Bestleistungen
- 800 m: 1:46,76 min, 10. Juni 1980, Warschau
  - Halle: 1:47,84 min, 16. Februar 1985, Dortmund
- 1000 m: 2:21,16 min, 7. Juli 1981, Arnsberg